# Марк Юній Сілан (консул 109 року до н. е.)
Марк Юній Сілан (лат. Marcus Junius Silanus; ? — після 104 до н. е.) — політичний, державний та військовий діяч, консул 109 року до н. е., відомий красномовець часів Римської республіки.

## Життєпис
Походив з роду нобілів Юніїв. Син Децима Юнія Сілана Манліана, претора 141 року до н. е. 
У 145 році до н. е. став магістром монетного двору разом з Гаєм Антістієм та Луцієм Купієннієм. Карбував монету з віслюковою головою. У 124 або 123 році до н. е. був народним трибуном. У 113 році до н. е. його обрано претором. Як провінцію отримав Ближню Іспанію, якою керував до 112 року до н. е.
У 109 році до н. е. його обрано консулом разом з Квінтом Цецилієм Метеллом. Бився проти племені кімврів у Цізальпійській Галлії, де зазнав поразки. У 104 році до н. е. звинувачувався у зловживаннях, проте виправданий сенатом.

## Сім'я
- Децим Юній Сілан, консул 62 року до н. е.